# Diadegma maculatum
Diadegma maculatum là một loài tò vò trong họ Ichneumonidae.